# Adrapsa chartalis
Adrapsa chartalis är en fjärilsart som beskrevs av Swinhoe 1906. Adrapsa chartalis ingår i släktet Adrapsa och familjen nattflyn. Inga underarter finns listade i Catalogue of Life.